# エアロジーラボ
株式会社エアロジーラボ（英：AeroGLab)は大阪府箕面市に拠点を置くベンチャー企業。UAV（無人航空機）の開発、設計、製造、販売、空中撮影、各種映像作成等を行っている。

## 沿革
- 2012年10月 - マルチローターヘリ（ドローン）による空中撮影をメインとして設立。
- 2015年
  - 6月 - 関西テレビと協業開始。共同実験、放送技術の研究などをスタート
  - 10月 -  北海道で開催されたドローンによる救難コンテスト「Japan Innovation Challenge」に関西テレビ、大阪大学と合同で参加。
- 2017年12月 - 関西テレビと共同でハイブリッド型ドローンの開発に着手。
- 2018年
  - 3月 - 「Japan Drone 2018」にハイブリッド型ドローン「エアロレンジ」を出展。
  - 9月 - 関西テレビから資本参加を受ける。
  - 10月 - 社名を「株式会社エアロジーラボ」に変更、箕面市如意谷に新拠点を設置。
  - 12月 - 国交省・環境省によるドローン物流実証実験（岡山県和気町）に参加。

## 実績

### 主な開発機体
- 「エアロレンジ」…ガソリンエンジンジェネレータを用いたハイブリッドシステムを搭載したドローン。最大積載量は15kg。2018年12月岡山県和気町での実証実験では、全長10.2kmのコースを無給油、バッテリー交換無し、自律飛行（着陸時のみ1部マニュアル操作）で5㎏の日用品をのせて往復した。その回数は計8日間で13往復にのぼる。
- 「エアロレンジ２」…最大積載量は８kg。岡山県和気町での実証実験では同様のコース、1往復に成功した。

### 物流実証実験
2018年12月、岡山県和気町で行われた「過疎地域における無人飛行機を活用した荷物配送（ドローン物流）の早期実用化に向けた実験」に機体提供という形で参加した。実験では約10kmの距離を「エアロレンジ」を用いて往復し、過疎地区に日用品を届けた。この実験は、国土交通省、環境省のもと進められた。

### Japan Drone
一般社団法人日本UAS産業振興協議会（略：JUIDA)に主催で開催される日本国内最大のドローン関連イベント「Japan Drone」に2018年より出展。「Japan Drone 2018」では「第三回 Best of Japan Drone Award」のドローン本機部門、ベストベンチャー部門にノミネートされた。2019年も出展予定（2019年1月現在）。

### その他
近畿経済産業局が主導し、2025年の万国博覧会のデモ飛行に向けて、水素ロータリーエンジンを搭載した空飛ぶ車を開発するプロジェクトに参加。開発準備委員会の委員長を社長の谷紳一が努めている。